# 2090 Mizuho
2090 Mizuho eller 1978 EA är en asteroid i huvudbältet som upptäcktes den 12 mars 1978 av den japanska astronomen Takeshi Urata vid JCPM Yakiimo Station. Den är uppkallad efter upptäckarens dotter, Mizuho Urata.
Asteroiden har en diameter på ungefär 17 kilometer.